# مدل دیل-گروو
مدل دیل-گروو از نظر ریاضی رشد یک لایه اکسید در سطح یک ماده را توصیف می‌کند. به طور خاص، از آن برای پیش بینی و تفسیر اکسایش حرارتی سیلیکون در ساخت ادوات نیم‌رسانا استفاده می‌شود. این مدل برای اولین بار در سال ۱۹۶۵ توسط بروس دیل و اندرو گروو از فرچایلد سمیکانداکتر منتشر شد،  کار بروی غیرفعال‌سازی سطح سیلیکون محمد عطاالله با استفاده از اکسایش حرارتی در آزمایشگاه‌های بل در اواخر دهه ۵۰ ساخته شد. این به عنوان گامی در توسعه ادوات سیماس و ساخت مدارهای مجتمع بکار رفته است . 

## فرضیات فیزیکی
این مدل فرض می‌کند که واکنش اکسیایش در واسط بین لایه اکسید و ماده زیرلایه بیشتر از حدِ بین اکسید و گاز محیط رخ می‌دهد. بنابراین، سه پدیده که گونه‌های اکسیدکننده در معرض آن قرار دارند را در نظر می‌گیرد: 
1. واپخشی از انباشتن گاز محیط به سطح.
2. واپخشی از طریق لایه اکسید موجود به رابط اکسید-زیرلایه.
3. واکنش با زیرلایه.

## کتابشناسی - فهرست کتب
- Massoud, H. Z.; J.D. Plummer (1985). "Thermal oxidation of silicon in dry oxygen: Accurate determination of the kinetic rate constants". Journal of the Electrochemical Society. 132 (11): 2693–2700. doi:10.1149/1.2113649.
- Jaeger, Richard C. (2002). "Thermal Oxidation of Silicon". Introduction to Microelectronic Fabrication (2nd ed.). Upper Saddle River: Prentice Hall. ISBN 0-201-44494-1.
- Deal, B. E.; A. S. Grove (December 1965). "General Relationship for the Thermal Oxidation of Silicon". Journal of Applied Physics. 36 (12): 3770–3778. doi:10.1063/1.1713945.